# Homoeoschiza aberrans
Homoeoschiza aberrans is een keversoort uit de familie bladsprietkevers (Scarabaeidae). De wetenschappelijke naam van de soort is voor het eerst geldig gepubliceerd in 1873 door Gerstaecker.